# Суареш, Мариу
Ма́риу Албе́рту Но́бре Ло́пеш Суа́реш (порт. Mário Alberto Nobre Lopes Soares, [ˈmaɾiu suˈaɾɨʃ], 7 декабря 1924, Лиссабон — 7 января 2017, Лиссабон) — португальский государственный деятель, премьер-министр Португалии (1976—1978 и 1983—1985), президент Португалии (1986—1996).

## Биография

### Ранние годы. Начало политической карьеры
Его отец, Жуан Лопеш Суареш, был священником, министром правительства, а затем антифашистским республиканским активистом.
В 1951 году окончил полный курс истории философии литературного факультета, в 1957 году — юридического факультета Лиссабонского университета. Ещё студентом вступил в Коммунистическую партию, в которой отвечал за молодёжное направление. В этом качестве он организовал демонстрации в Лиссабоне, чтобы отпраздновать окончание Второй мировой войны. Состоял в Национальном антифашистском движении единства (MUNAF) и Движении за демократическое единство (Movimento de Unidade Democrática). Впервые Суареш был арестован ПИДЕ, португальской политической полицией, в 1946 году, когда он был членом Центрального комитета Движения демократического единства. Дважды подвергался аресту в 1949 году. В общей сложности полиция задерживала его 12 раз.
В 1951 годы вышел из рядов Португальской коммунистической партии, но продолжил активное участие в борьбе против режима Антониу ди Оливейры Салазара. Вследствие постоянных арестов был лишён возможности работать по специальности преподавателем истории и географии, что побудило его изучать право и стать адвокатом. В результате он принял участие в ряде политических процессов.

### Годы правления диктатуры
Мариу Суареш активно участвовал в избирательных кампаниях оппозиции, в том числе в президентской кампании Умберту Делгаду в 1958 году. Позже он стал семейным адвокатом Делгаду после того, как тот был убит в 1965 году в Испании агентами ПИДЕ. В качестве адвоката он защищал некоторых португальских политических заключённых и участвовал во многочисленных судебных процессах, проводимых в Пленарном суде и Специальном военном суде. В частности, представлял интересы лидера португальских коммунистов Алвару Куньяла, когда его обвиняли в ряде политических преступлений.
В 1961 году Суареш был редактором и подписантом Программы по демократизации Португалии. Постепенно его взгляды становились менее коммунистическими, теперь он придерживался идеологии экономического либерализма. В апреле 1964 года он участвовал в создании в Женеве партии Социалистическое действие Португалии.
В 1965 и 1969 годах был кандидатом в депутаты Национального собрания от легальной оппозиции Лиссабонского округа. В марте 1968 года по приговору военного трибунала с семьёй был выслан в Сан-Томе и Принсипи, но уже через 8 месяцев, после прихода к власти Марселу Каэтану, смог вернуться в Лиссабон. В июле 1970 года Суареш был вызван в ПИДЕ, где ему предъявили ультиматум — он должен был либо покинуть страну, либо оказаться за решёткой. Суареш уехал за границу — сначала в Италию, затем во Францию, где преподавал в университетах Венсена, Парижа и Ренна.
В 1973 году участвовал в создании Социалистической партии и был избран её генеральным секретарём.

## Политическая деятельность после 1974 года

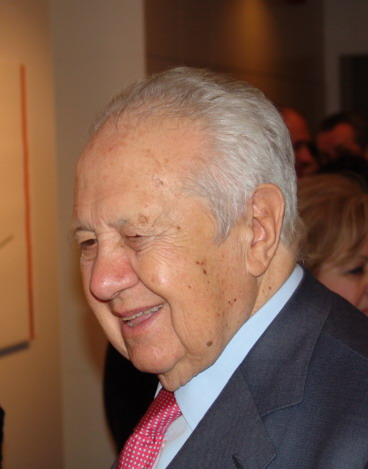
Мариу Суареш в 2006 году

На следующий день после Революции гвоздик вернулся на родину, где в мае-августе 1975, а также в 1977—1978 годах занимал должность министра иностранных дел Португалии, в этой должности, в частности, вёл переговоры о независимости Мозамбика с лидером ФРЕЛИМО Саморой Машелом.
После победы социалистов на парламентских выборах в 1976 году сформировал правительство меньшинства после неудачных переговоров о коалиции с коммунистами. Жёсткие меры, предпринятые им для стабилизации экономики страны, привели к резкому снижению его популярности и через два года он был вынужден уйти в отставку. После победы левых сил на парламентских выборах в 1983 году он вновь стал премьер-министром, сформировав коалицию социалистов и социал-демократов. Главным его достижением на этой должности стала успешная подготовка к вступлению Португалии в ЕЭС. В 1985 году социалисты проиграли парламентские выборы социал-демократам во главе с Анибалом Каваку Силвой, но в 1986 году, сумев сплотить левые силы, Суареш одержал победу с незначительным преимуществом (чуть более чем на 2 %) во втором туре президентских выборов над Диогу Фрейташем ду Амаралом, лидировавшим в первом туре. Он разработал так называемое «Открытое президентство», серию туров по стране, каждый из которых был посвящён определённой проблеме. В ходе такой поездки в начале 1993 года в район Большого Лиссабона он жёстко раскритиковал «социальные раны» региона, нанесённые политикой Каваку Силвы, что впоследствии было расценено как начало заката популярности социал-демократического премьера. В 1991 году был переизбран в первом же туре при поддержке как социалистов, так и социал-демократов. Был почётным председателем Социнтерна.
После ухода с поста президента в 1999—2004 годах являлся депутатом Европейского парламента, баллотировался на пост председателя парламента, но проиграл Николь Фонтен. В 2006 году вновь стал официальным кандидатом социалистов на президентских выборах, но проиграл Анибалу Каваку Силве и независимому левому Мануэлу Алегри, набрав менее 15 % голосов.
Был членом Мадридского клуба, независимой организации из более чем 80 бывших демократических государственных деятелей со всего мира. С 1997 по 1999 год являлся президентом Международного европейского движения. В 2007 году был назначен председателем комиссии по религиозной свободе.
В октябре 2010 года Суареш получил почётную докторскую степень Лиссабонского университета во время празднования его 100-летия, совпавшего с празднованием столетия Первой Португальской республики.
Его сын, Жуан Суареш, политический и государственный деятель, министр культуры Португалии (2015—2016), мэр Лиссабона (1995—2002).

### Смерть
Умер 7 января 2017 года в больнице в Лиссабоне в возрасте 92 лет.

## Награды
Награды Португалии
| Страна     | Дата                         | Награда                                           | Награда                                                   | Литеры |
| ---------- | ---------------------------- | ------------------------------------------------- | --------------------------------------------------------- | ------ |
| Португалия | 9 марта 1986 — 9 марта 1996  | Кавалер Тройного ордена как Президент Португалии  | Кавалер Тройного ордена как Президент Португалии          |        |
| Португалия | 9 марта 1991 —               | Кавалер Большой цепи                              | Военного Ордена Башни и Меча, Доблести, Верности и Заслуг | GColTE |
| Португалия | 9 марта 1986 — 9 марта 1996  | Гроссмейстер                                      | Военного Ордена Башни и Меча, Доблести, Верности и Заслуг |        |
| Португалия | 9 марта 1986 — 9 марта 1996  | Гроссмейстер                                      | ордена Христа                                             |        |
| Португалия | 9 апреля 1981 —              | Кавалер Большого креста                           | ордена Христа                                             | GCC    |
| Португалия | 9 марта 1986 — 9 марта 1996  | Гроссмейстер ордена Святого Беннета Ависского     | Гроссмейстер ордена Святого Беннета Ависского             |        |
| Португалия | 9 марта 1986 — 9 марта 1996  | Гроссмейстер Военного ордена Святого Якова и Меча | Гроссмейстер Военного ордена Святого Якова и Меча         |        |
| Португалия | 9 марта 1986 — 9 марта 1996  | Гроссмейстер ордена Инфанта дона Энрике           | Гроссмейстер ордена Инфанта дона Энрике                   |        |
| Португалия | 9 марта 1996 —               | Кавалер Большой цепи                              | ордена Свободы                                            | GColL  |
| Португалия | 9 марта 1986 — 9 марта 1996  | Гроссмейстер                                      | ордена Свободы                                            |        |
| Португалия | 9 марта 1986 — 9 марта 1996  | Гроссмейстер ордена Заслуг                        | Гроссмейстер ордена Заслуг                                |        |
| Португалия | 9 марта 1986 — 9 марта 1996  | Гроссмейстер ордена Народного образования         | Гроссмейстер ордена Народного образования                 |        |
| Португалия | 9 марта 1986 — 9 марта 1996  | Гроссмейстер ордена Предпринимательских заслуг    | Гроссмейстер ордена Предпринимательских заслуг            |        |
| Португалия | 5 декабря 2024 (посмертно) — | Большая цепь ордена Камоэнса                      | Большая цепь ордена Камоэнса                              |        |

Награды иностранных государств
| Страна                   | Дата вручения                  | Награда                                                                                  | Награда                                                                                  | Литеры  |
| ------------------------ | ------------------------------ | ---------------------------------------------------------------------------------------- | ---------------------------------------------------------------------------------------- | ------- |
| Швеция                   | 21 января 1987 —               | Рыцарь ордена Серафимов                                                                  | Рыцарь ордена Серафимов                                                                  | RSerafO |
| Австрия                  | 10 марта 1987 —                | Кавалер Большой звезды Почёта почётного знака «За заслуги перед Австрийской Республикой» | Кавалер Большой звезды Почёта почётного знака «За заслуги перед Австрийской Республикой» |         |
| Испания                  | 10 марта 1987 —                | Кавалер Большого креста ордена Изабеллы Католической                                     | Кавалер Большого креста ордена Изабеллы Католической                                     |         |
| Доминиканская Республика | 10 марта 1987 —                | Кавалер Большого креста с Золотой звездой ордена Заслуг Хуана Пабло Дуарте               | Кавалер Большого креста с Золотой звездой ордена Заслуг Хуана Пабло Дуарте               |         |
| Норвегия                 | 10 марта 1987 —                | Кавалер Большого креста ордена Святого Олафа                                             | Кавалер Большого креста ордена Святого Олафа                                             |         |
| Бразилия                 | 13 апреля 1987 —               | Кавалер цепи ордена Национального конгресса                                              | Кавалер цепи ордена Национального конгресса                                              |         |
| Бразилия / Сан-Паулу     | 13 апреля 1987 —               | Кавалер Большого креста ордена Ипиранги                                                  | Кавалер Большого креста ордена Ипиранги                                                  |         |
| Республика Корея         | 23 апреля 1987 —               | Кавалер ордена «За дипломатические заслуги» 1 класса                                     | Кавалер ордена «За дипломатические заслуги» 1 класса                                     |         |
| Венесуэла                | 10 ноября 1987 —               | Кавалер цепи ордена Освободителя                                                         | Кавалер цепи ордена Освободителя                                                         |         |
| Бразилия                 | 10 ноября 1987 —               | Кавалер цепи                                                                             | ордена Южного Креста                                                                     |         |
| Бразилия                 | 10 марта 1987—10 ноября 1987   | Кавалер Большого креста                                                                  | ордена Южного Креста                                                                     |         |
| Греция                   | 20 ноября 1987—                | Кавалер Большого креста ордена Спасителя                                                 | Кавалер Большого креста ордена Спасителя                                                 |         |
| Бразилия / Баия          | 30 марта 1988 —                | Кавалер цепи ордена Заслуг Баия                                                          | Кавалер цепи ордена Заслуг Баия                                                          |         |
| Дания                    | 30 марта 1988 —                | Кавалер Большого креста ордена Данеброга                                                 | Кавалер Большого креста ордена Данеброга                                                 | S.K.    |
| Испания                  | 30 марта 1988 —                | Кавалер цепи                                                                             | ордена Карлоса III                                                                       |         |
| Испания                  | 10 марта 1987—30 марта 1988    | Кавалер Большого креста                                                                  | ордена Карлоса III                                                                       |         |
| Бразилия                 | 30 марта 1988 —                | Кавалер Большого креста Национального ордена Заслуг                                      | Кавалер Большого креста Национального ордена Заслуг                                      |         |
| Мальтийский орден        | 9 мая 1989 —                   | Кавалер цепи ордена Заслуг pro Merito Melitensi                                          | Кавалер цепи ордена Заслуг pro Merito Melitensi                                          |         |
| Люксембург               | 26 мая 1988 —                  | Рыцарь ордена Золотого льва Нассау                                                       | Рыцарь ордена Золотого льва Нассау                                                       |         |
| Франция                  | 26 мая 1988 —                  | Кавалер Большого креста ордена «За заслуги»                                              | Кавалер Большого креста ордена «За заслуги»                                              |         |
| Колумбия                 | 27 мая 1988 —                  | Кавалер цепи ордена Бояки                                                                | Кавалер цепи ордена Бояки                                                                |         |
| Республика Конго         | 12 сентября 1989 —             | Кавалер Большого креста ордена Заслуг                                                    | Кавалер Большого креста ордена Заслуг                                                    |         |
| Эквадор                  | 12 сентября 1989 —             | Кавалер цепи Национального ордена Заслуг                                                 | Кавалер цепи Национального ордена Заслуг                                                 |         |
| Заир                     | 4 декабря 1989 —               | Кавалер цепи ордена Леопарда                                                             | Кавалер цепи ордена Леопарда                                                             |         |
| Югославия                | 24 апреля 1990 —               | Кавалер Большой звезды                                                                   | ордена Югославской звезды                                                                |         |
| Югославия                | 30 апреля 1988—24 апреля 1990  | Кавалер ленты                                                                            | ордена Югославской звезды                                                                |         |
| Франция                  | 7 мая 1990 —                   | Кавалер Большого креста ордена Почётного легиона                                         | Кавалер Большого креста ордена Почётного легиона                                         |         |
| Кипр                     | 29 мая 1990 —                  | Кавалер цепи ордена Макариоса III                                                        | Кавалер цепи ордена Макариоса III                                                        |         |
| Кот-д’Ивуар              | 1 июня 1990 —                  | Кавалер Большого креста Национального ордена Кот-д’Ивуара                                | Кавалер Большого креста Национального ордена Кот-д’Ивуара                                |         |
| Ватикан                  | 8 января 1991 —                | Кавалер цепи ордена Пия                                                                  | Кавалер цепи ордена Пия                                                                  |         |
| Италия                   | 8 января 1991 —                | Кавалер Большого креста декорированного лентой                                           | ордена «За заслуги перед Итальянской Республикой»                                        |         |
| Италия                   | 18 июля 1990—8 января 1991     | Кавалер Большого креста                                                                  | ордена «За заслуги перед Итальянской Республикой»                                        |         |
| Германия                 | 8 января 1991 —                | Кавалер Большого креста специального класса                                              | ордена «За заслуги перед Федеративной Республикой Германия»                              |         |
| Германия                 | 10 марта 1987—8 января 1991    | Кавалер Большого креста 1 степени                                                        | ордена «За заслуги перед Федеративной Республикой Германия»                              |         |
| Финляндия                | 8 марта 1991 —                 | Командор Большого креста ордена Белой розы                                               | Командор Большого креста ордена Белой розы                                               |         |
| Нидерланды               | 26 сентября 1991—              | Кавалер Большого креста ордена Нидерландского льва                                       | Кавалер Большого креста ордена Нидерландского льва                                       |         |
| Египет                   | 4 апреля 1992 —                | Кавалер цепи ордена Нила                                                                 | Кавалер цепи ордена Нила                                                                 |         |
| Чили                     | 22 июля 1992 —                 | Кавалер цепи ордена Заслуг                                                               | Кавалер цепи ордена Заслуг                                                               |         |
| Дания                    | 6 мая 1992 —                   | Рыцарь ордена Слона                                                                      | Рыцарь ордена Слона                                                                      | R.E.    |
| Палестина                | 18 января 1993 —               | Кавалер ордена Звезды Палестины 1 степени                                                | Кавалер ордена Звезды Палестины 1 степени                                                |         |
| Венгрия                  | 25 января 1993 —               | Кавалер Большого креста ордена Заслуг                                                    | Кавалер Большого креста ордена Заслуг                                                    |         |
| Тунис                    | 16 февраля 1993 —              | Кавалер Большой ленты ордена 7 ноября                                                    | Кавалер Большой ленты ордена 7 ноября                                                    |         |
| Польша                   | 21 мая 1993 —                  | Кавалер Большого креста ордена Заслуг                                                    | Кавалер Большого креста ордена Заслуг                                                    |         |
| Исландия                 | 29 июля 1993 —                 | Кавалер цепи                                                                             | ордена Сокола                                                                            |         |
| Исландия                 | 10 марта 1987—29 июля 1993     | Кавалер Большого креста                                                                  | ордена Сокола                                                                            |         |
| Великобритания           | 19 мая 1994—                   | Рыцарь Большого креста ордена Бани                                                       | Рыцарь Большого креста ордена Бани                                                       | GCB     |
| Болгария                 | 26 октября 1994—               | Кавалер ордена «Стара планина» с лентой                                                  | Кавалер ордена «Стара планина» с лентой                                                  |         |
| Польша                   | 26 октября 1994 —              | Кавалер Большого креста ордена Возрождения Польши                                        | Кавалер Большого креста ордена Возрождения Польши                                        |         |
| Марокко                  | 20 февраля 1995 —              | Кавалер цепи                                                                             | ордена Мухамадийя                                                                        |         |
| Марокко                  | 6 февраля 1992—20 февраля 1995 | Кавалер ленты                                                                            | ордена Мухамадийя                                                                        |         |
| Парагвай                 | 18 декабря 1995 —              | Кавалер цепи Национального ордена Заслуг                                                 | Кавалер цепи Национального ордена Заслуг                                                 |         |
| Люксембург               | 28 февраля 1996 —              | Кавалер Большого креста ордена Дубовой короны                                            | Кавалер Большого креста ордена Дубовой короны                                            |         |
| Сенегал                  | 28 февраля 1996 —              | Кавалер Большого креста ордена Заслуг                                                    | Кавалер Большого креста ордена Заслуг                                                    |         |
| Великобритания           | 28 февраля 1996 —              | Кавалер Большого креста ордена Святого Михаила и Святого Георгия                         | Кавалер Большого креста ордена Святого Михаила и Святого Георгия                         | GCMG    |
| Кабо-Верде               | 5 января 2001 —                | Кавалер ордена Амилкара Кабрала 1 класса                                                 | Кавалер ордена Амилкара Кабрала 1 класса                                                 |         |
| Мексика                  | 16 февраля 2003—               | Кавалер Большого креста ордена Ацтекского орла                                           | Кавалер Большого креста ордена Ацтекского орла                                           |         |